# Sveti Konstantin i Elena
Sveti Konstantin i Elena (Bulgaars: Св. св. Константин и Елена - heilige Konstantijn en Helena) is een badplaats aan de Bulgaarse Zwarte Zeekust, 10 km ten noorden van het centrum van Varna, 2 km ten oosten van de wijk Vinitsa en 7 km ten zuiden van Goudstrand. Het is de oudste badplaats aan de Zwarte Zee in Bulgarije en stond in het verleden ook bekend als Droezjba (Bulgaars: Дружба) en Badplaats Varna (Bulgaars: Курорт Варна). Het wordt bediend door de internationale luchthaven van Varna en door buslijnen van het openbaar vervoer van Varna.
Sinds de start van de renovatie aan het complex in 2017 is het een van de meest populaire resorts in Bulgarije geworden met verschillende bezienswaardigheden.

## Geschiedenis

### Vroege geschiedenis
Bezienswaardigheden zijn onder meer het 16e-eeuwse oosters-orthodoxe klooster van de heiligen Constantijn de Grote en Helena van Constantinopel, het koninklijke zomerpaleis Evsinograd met zijn park en de Botanische Tuin van de Universiteit van Sofia, lokaal beter bekend als het Ecopark Varna. Een van de best bewaarde middeleeuwse nederzettingen van het land, Kastritzi, door de kruisvaarders in 1444 ook wel Macropolis genoemd, werd opgegraven tijdens archeologische opgravingen in Evsinograd. In het midden van de 14e eeuw was Kastritzi een bruisende haven van het Tweede Bulgaarse Rijk, bezocht door Venetiaanse, Genuese, Ragusaanse en Byzantijnse koopvaardijschepen.

### 1905-2007: Bouw als resort en zijn ontwikkeling

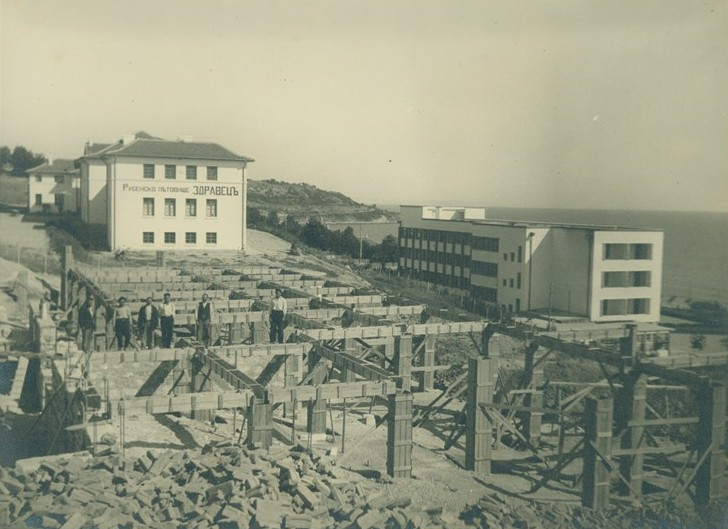
De bouw van een studentenvakantieoord in het Droezjba-resort, midden 20e eeuw.

In 1905 begon de bouw van het eerste zee-sanatorium in Bulgarije - dit voor kinderen met tuberculose en op initiatief van de Bulgaarse koningin Eleanore (tweede echtgenote van Ferdinand I van Bulgarije) en met de actieve hulp van Dr. Paraskev Stojanov. De dokter werd de manager van het zomersanatorium, dat kinderen behandelde die leden aan koningszeer, problemen met de lymfen en kinderen met bloedarmoede. Dr. P. Stojanov was degene die de natuurlijke en medicijnvrije behandelingen zoals modderbaden, zontherapie en het gebruik van zeewater in Bulgarije introduceerde. Hij gebruikte geneeskrachtige zeemodder, wat het begin markeerde van de wetenschappelijke moddertherapie in Bulgarije. De behandeling was voor de meeste kinderen ook succesvol, aangezien 60 tot 65% van hen volledig herstelde. Gedurende de volgende vijf jaar waren de koningin en Dr. Stojanov het oneens over de bouw van een nieuw gebouw voor het kindersanatorium, dat escaleerde in een conflict en zorgde ervoor dat de dokter zijn post in 1910 verliet. Dit gedeelte van het resort staat vandaag de dag gekend als "Sunny Day".
Het eerste vakantiehuis werd gebouwd in 1908 en er werd begonnen aan de renovatie van het oude klooster. Er werden 2 verdiepingen gerenoveerd en kreeg de naam Hotel Praag, vanwege de nationaliteit van de eerste reizigers; Tsjechen. In maart 1925 besloot het stadsbestuur van Varna om deze plaats verder uit te bouwen tot een vakantieresort. Er werd een haven aangelegd en ook voor goedkoop transport gezorgd. Begin jaren dertig begon dan de bouw van het eerste vakantie- en druivenkuurstation. Het had 140 kamers met uitzicht op zee. Het werd geopend op 10 september 1933, maar werd aan het begin van de Tweede Wereldoorlog gesloten.
Met de oprichting van Balkantourist in 1948, werden contracten getekend om Tsjechische toeristen in Bulgarije te verwelkomen. Er werden nieuwe hotels gebouwd: in 1949 - "Strand Hotel №1", later omgedoopt tot Hotel "Roos", en in 1951 - Hotel "Odessos". Om politieke redenen werd het resort "Balkantourist - Dobri Terpesjev" genoemd. Tussen 1951 en 1956 werd het "Varna". Op 1 december 1955 vaardigde de Raad van Ministers een decreet uit voor de bouw van twee nieuwe resorts in de buurt namelijk, Droezjba en Goudstrand. De bouw van Droezjba begon in 1956/57 onder de naam "Balkantourist", welke later veranderd werd tot Droezjba. Dit nieuwe resort Droezjba paalde aan het resort "Varna" en lopen vandaag nog steeds in elkaar over. Het resort welke nu bekend staat als "Sunny Day" is dus de plek waar alles begonnen was met het sanatorium van 1905. Droezjba, welke er net naast werd gebouwd, staat nu gekend als "Sveti Konstantin i Elena". In 1956 werden de hotels "Tsjajka", "Bor", "Prostor", "Lebed", "Lotos", "Roesalka", "Roebin" en anderen gebouwd. Het meest prestigieuze vijfsterrenhotel van het resort, Grand Hotel Varna, werd geopend op 22 april 1977 en werd in slechts 17 maanden gebouwd.
In de daaropvolgende jaren verloor het resort zijn glorie en werden verschillende hotels gesloten omdat het complex verouderd raakte.

### 2017-heden: renovatie en nieuw gedeelte
In 2017 is als onderdeel van de renovatie van het complex het oude thermale bad omgebouwd tot Aquahouse Thermal & Beach. Ook werd vanaf de zomer van 2017 een plan voor 4 kunstmatige eilanden opgesteld door de hoofdarchitect van Varna, Viktor Boezev. Een jaar later werd de Villa Tsjinka geopend als onderdeel van de Astor Garden-hotels in het resort. In 2019 werd het vernieuwde Centrum Primorski geopend, met winkels, restaurant en een hotelgedeelte.

## Galerij

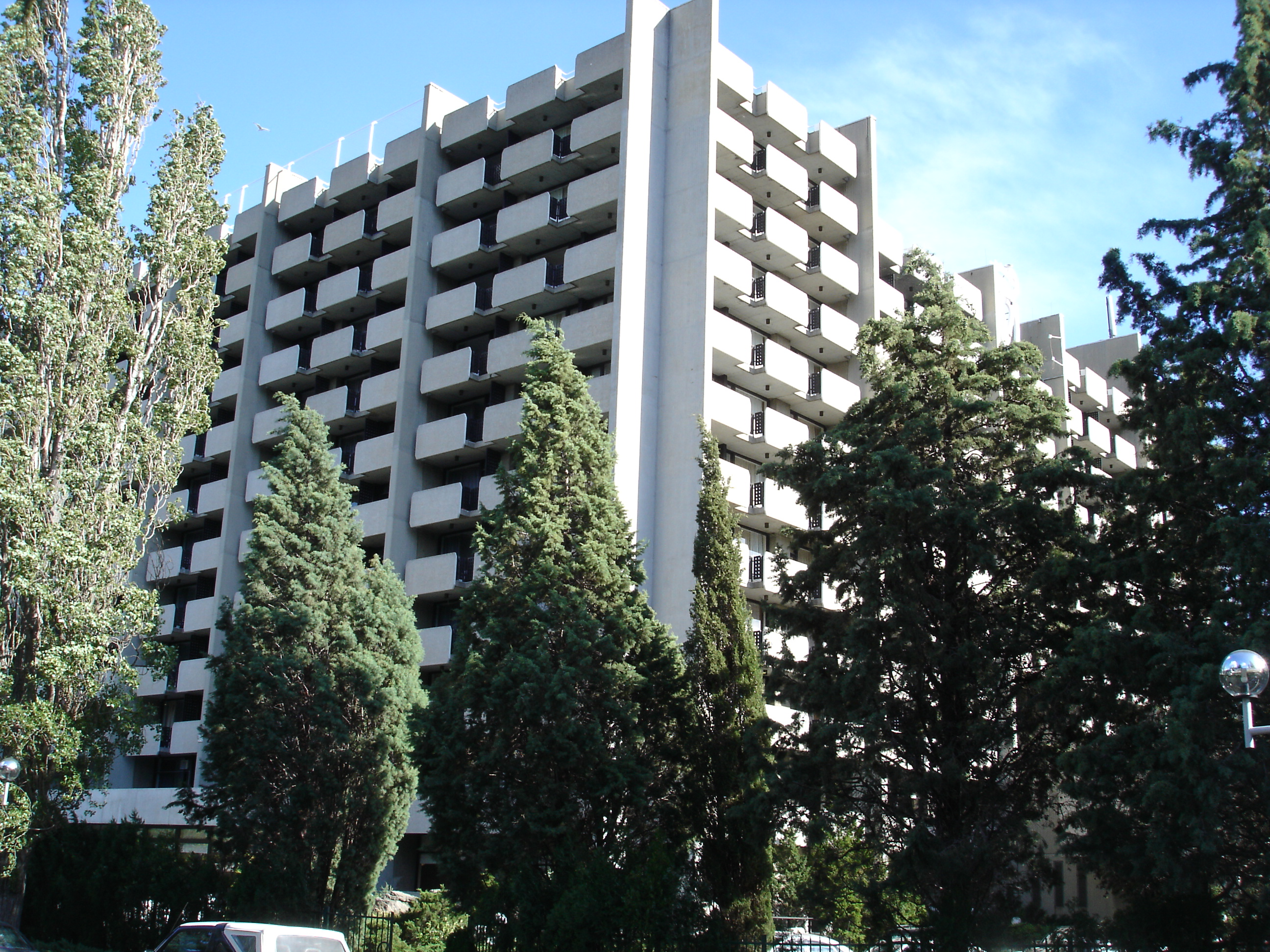
Grand Hotel Varna
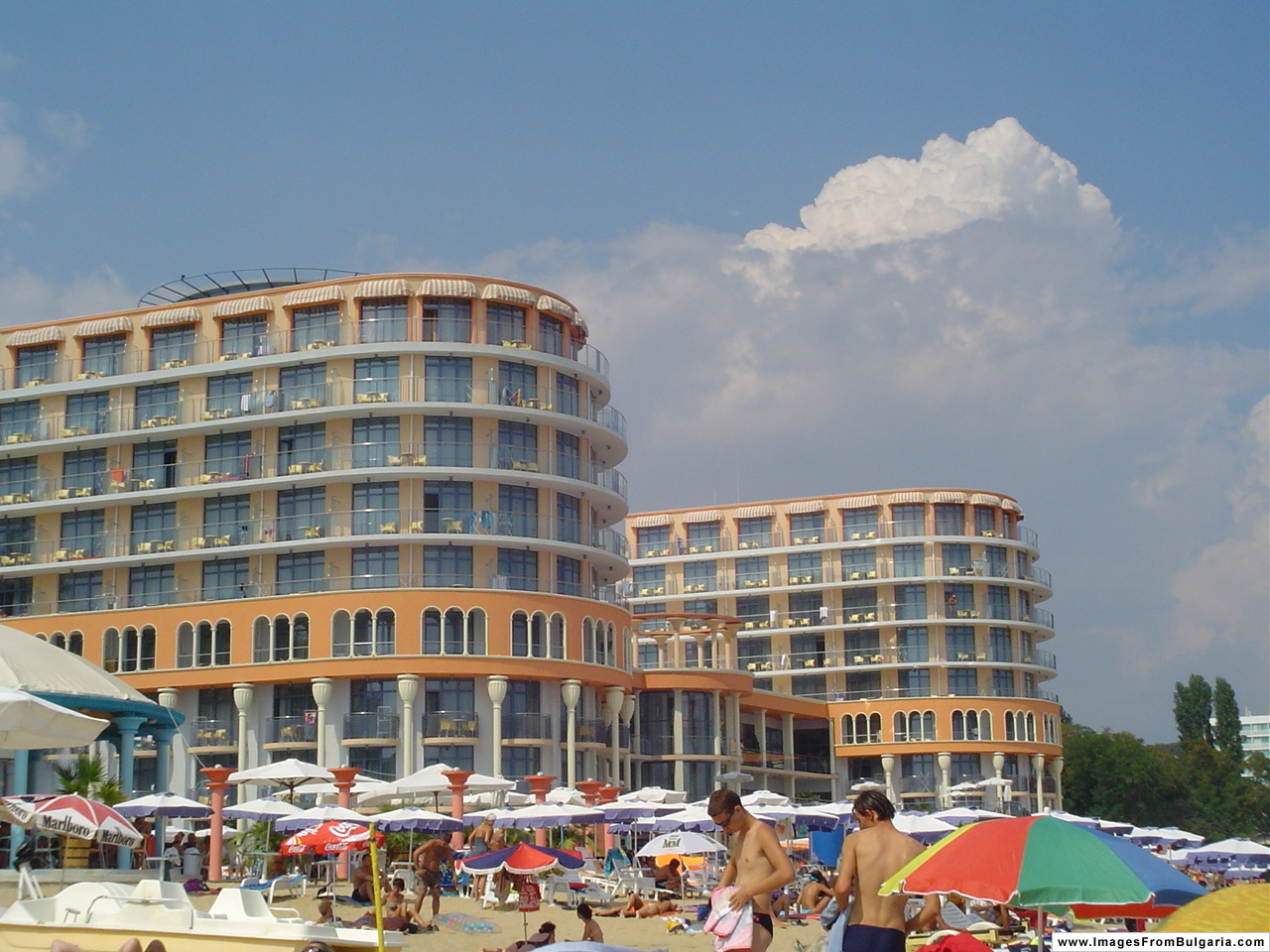
Hotel Azalia
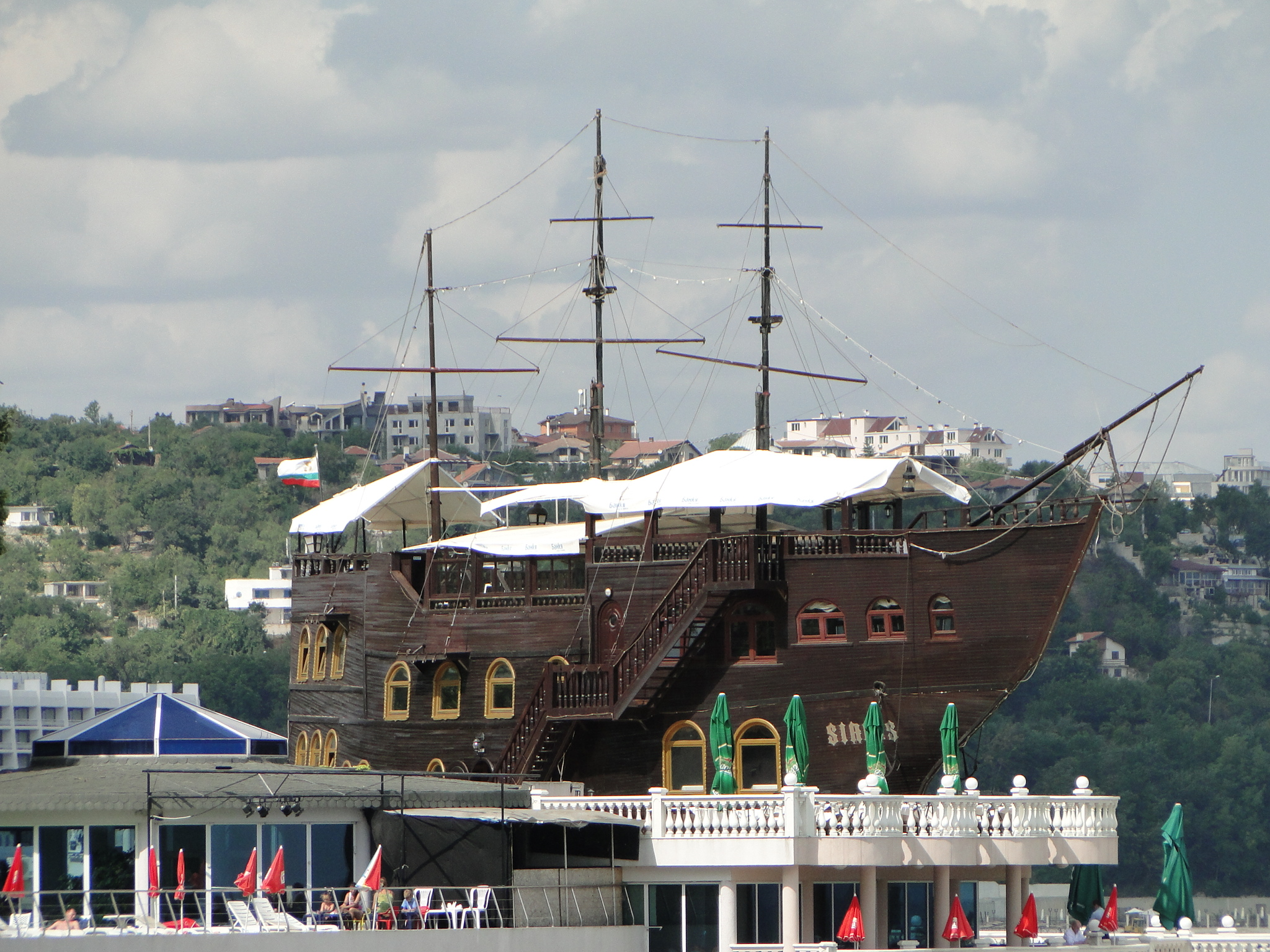
schip Sirius-restaurant

## Klimaat
Sveti Konstantin i Elena heeft een vochtig subtropisch klimaat (classificatiesysteem van Köppen Cfa), met mediterrane invloeden in de zomer, maar vooral continentale invloeden in de herfst-winter.
- Library of Congress Control Number: n2014046952
- Virtual International Authority File: 309828138